# Кован-ду-Лобу
Кован-ду-Лобу (порт. Covão do Lobo)  —  район (фрегезия) в Португалии,  входит в округ Авейру. Является составной частью муниципалитета  Вагуш. Находится в составе крупной городской агломерации Большое Авейру. По старому административному делению входил в провинцию Бейра-Литорал. Входит в экономико-статистический  субрегион Байшу-Воуга, который входит в Северный регион. Население составляет 1059 человек. Занимает площадь 8,45 км².